# Träkumlarn

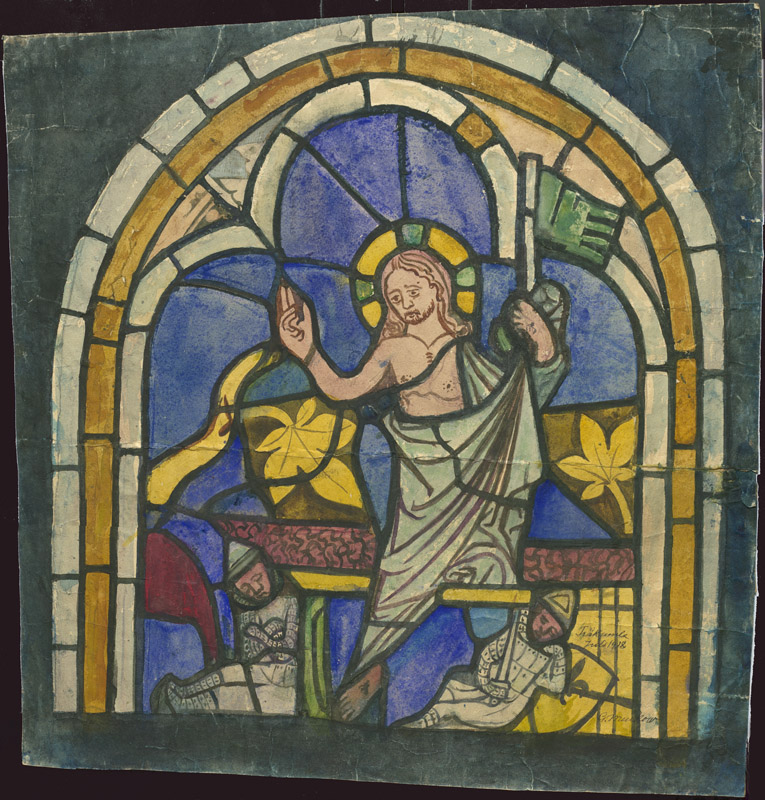
Kristi uppståndelse. Medeltida glasmålning i korets östfönster. Efter restaurering. Akvarell av Gustava Meukow juli 1918.

Träkumlan är ett anonymnamn för en gotländsk glasmålare verksam på slutet av 1200-talet.
Namnet Träkumlan skapades av Johnny Roosval efter att han undersökt de glasmålningar som fanns i Träkumla kyrka på Gotland. Målningarna har daterats till 1280-talet och av målningarna finns en bevarad i kyrkan medan fyra bildrutor förvaras vid Statens historiska museum. Träkumlans arbeten kan bara spåras till Träkumla kyrka eftersom inga andra arbeten med samma teknik och stil har uppdagats i andra kyrkor men man kan ana att han har haft ett visst beroende till den anonyme Gotlandsglasmålaren Alskogarn. Träkumlans figurer är emellertid mera statuariska och såväl komposition som figurteckning är mer förenklad med en viss kantighet som kan tyda på en gotländsk ursprunglighet. Med en enkel och klar färgfördelning och en viss domineras av blått och gult har han i sina målningar visat prov på en stark konstnärlighet. Den bevarade glasmålningen i kyrkan framställer en scen med Kristi uppståndelse medan glasmålningen på Statens historiska museum framställer Olaf den helige, aposteln Petrus samt en helig biskop.    